# Sible Hedingham
Sible Hedingham – wieś w Anglii, w hrabstwie Essex, w dystrykcie Braintree. Leży 27 km na północ od miasta Chelmsford i 71 km na północny wschód od Londynu. W 2001 miejscowość liczyła 3665 mieszkańców.